# Portada/efemèride agost 26
Leopold Querol i Roso
« 25 d'agost · 26 d'agost · 27 d'agost »